# Nothausen (Odenthal)
Nothausen ist ein Wohnplatz in Oberodenthal in der Gemeinde Odenthal  im Rheinisch-Bergischen Kreis.

## Lage und Beschreibung
Nothausen liegt westlich von Scheuren, mit dem es mittlerweile einen geschlossenen Siedlungsbereich bildet.

## Geschichte
Nothausen war Teil der Bürgermeisterei Odenthal im preußischen Kreis Mülheim am Rhein.
Der Ort ist auf der Topographischen Aufnahme der Rheinlande von 1824 und auf der Preußischen Uraufnahme von 1840 als Nothhau verzeichnet. Ab der Preußischen Neuaufnahme von 1892 ist er auf Messtischblättern regelmäßig als Nothausen oder ohne Namen verzeichnet.
| Jahr | Einwohner | Wohngebäude | Kategorie      | Politische / kirchliche Zugehörigkeit                             |
| ---- | --------- | ----------- | -------------- | ----------------------------------------------------------------- |
| 1830 | 9         |             | Hof            | Bürgermeisterei Odenthal, Kirchspiel Odenthal, genannt Nothhausen |
| 1845 | 11        | 2           | Hof und Kotten | Bürgermeisterei Odenthal, Kirchspiel Odenthal, genannt Nothhausen |
| 1871 | 9         | 2           | Hofstelle      | Bürgermeisterei Odenthal, Kirchspiel Odenthal, genannt Nothhausen |
| 1885 | 6         | 1           | Ortschaft      | Bürgermeisterei Odenthal, Kirchspiel Odenthal, genannt Nothhausen |
| 1895 | 6         | 1           | Ortschaft      | Bürgermeisterei Odenthal, Kirchspiel Odenthal, genannt Nothhausen |
| 1905 | 5         | 1           | Ortschaft      | Bürgermeisterei Odenthal, Kirchspiel Odenthal, genannt Noithausen |